# ایالت آمدی
ایالت آمدی (به لاتین: Amadi State) یک منطقهٔ مسکونی در سودان جنوبی است که در سودان جنوبی واقع شده‌است. ایالت آمدی ۱۷۱٬۹۱۰ نفر جمعیت دارد.